# Grandvillars
Grandvillars (deutsch Granweiler) ist eine französische Gemeinde mit 2963 Einwohnern (1. Januar 2022) im Département Territoire de Belfort in der Region Bourgogne-Franche-Comté.

## Geografie
Die Gemeinde Grandvillars liegt an der Allaine, etwa zwölf Kilometer südöstlich von Belfort nahe der Grenze zur Schweiz.

## Geschichte
Bereits vor der römischen Besiedelung gab es eine Ortschaft mit dem Namen Villario, die ab dem 7. Jahrhundert Grandi-Villari genannt wurde. Grandi-Villari lag an der wichtigen Route zwischen Mandeure und Augst. Ausgrabungen aus dem späten 19. Jahrhundert bestätigen die lange Geschichte des Ortes.
Ab etwa dem 9. Jahrhundert war die Ortschaft Sitz der Adelsfamilie de Grandvillars, die neben Grandvillars auch die nahen Ortschaften Morvillars und Thiancourt besaß. Mehrmals war Grandvillars Schauplatz historischer Vorfälle. So wurde dort unter anderem 1226 der Friedensvertrag zwischen Frédéric II. von Ferrette und Graf Richard III. von Montbéliard geschlossen.
Trotzdem war das Gebiet um Grandvillars auch oft heftig von örtlichen Bistümern und Grafschaften umstritten. 1563 änderte Jean Conrad de Grandvillars das ursprüngliche Wappen des Ortes ab, indem er das Wappen seiner Mutter, Marie de Tavannes, einfügte. 1585 erscheint Grandvillars unter dem deutschen Namen Granwil.
Eine gewisse Stabilität erfuhr das Gebiet von Grandvillars erst nach der Französischen Revolution wieder. Ab ca. 1828 spielte Grandvillars eine bedeutende Rolle in der Eisenindustrie.

### Bevölkerungsentwicklung
| Jahr      | 1962 | 1968 | 1975 | 1982 | 1990 | 1999 | 2009 | 2017 |
| --------- | ---- | ---- | ---- | ---- | ---- | ---- | ---- | ---- |
| Einwohner | 2961 | 3101 | 3231 | 3048 | 2874 | 2963 | 3122 | 2974 |

## Sehenswürdigkeiten
- Kirche St. Martin aus dem Jahr 1700, erweitert 1840

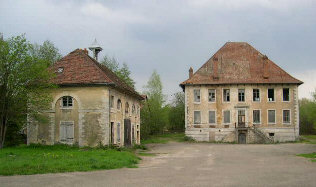
Schloss Grandvillars

- Schloss Grandvillars

Kirche St. Martin, Nordseite
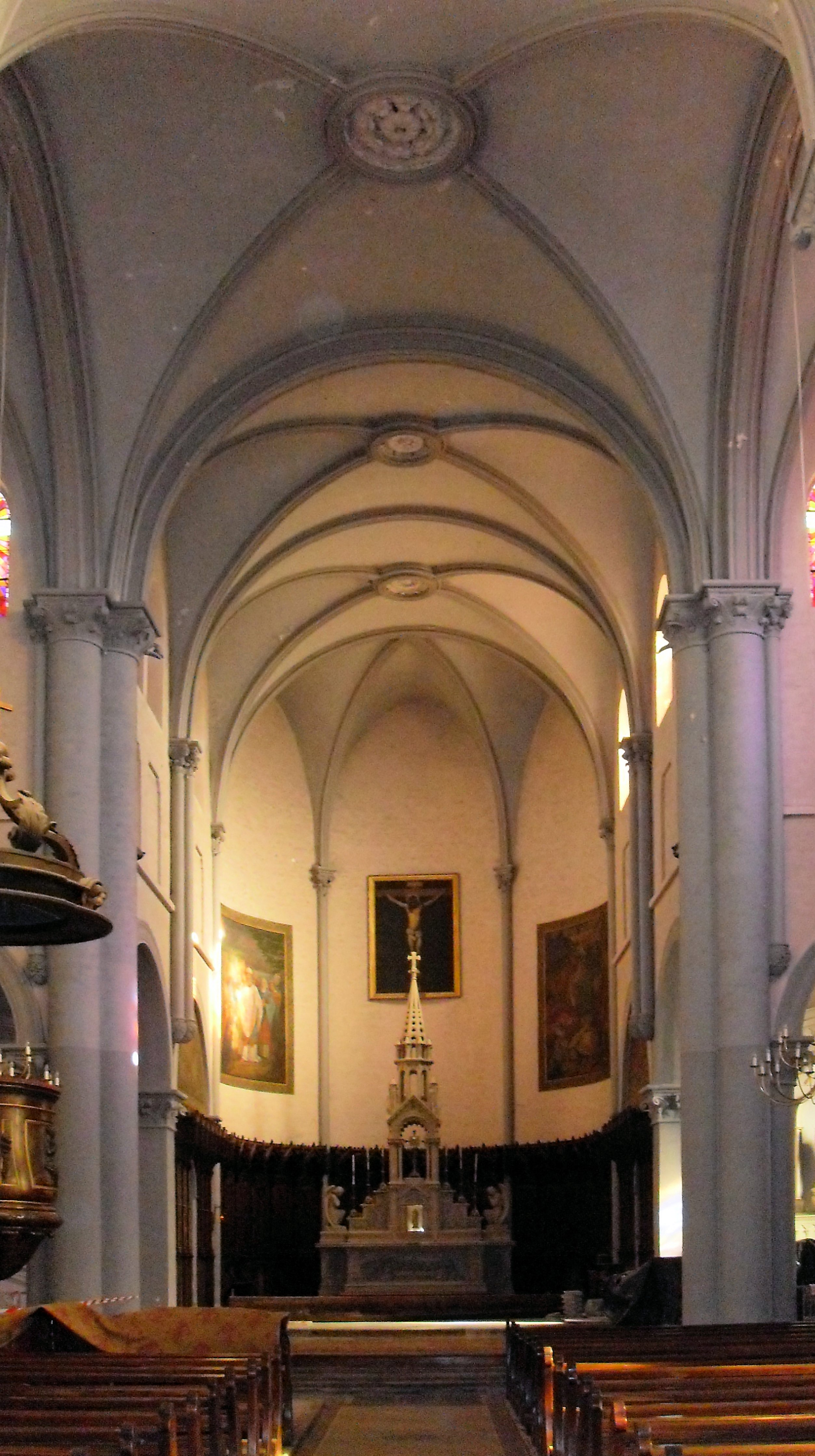
St. Martin, Innenansicht